# Wassermannzeitalter
Als Wassermannzeitalter (auch aquarianisches oder Neues Zeitalter genannt) wird von einigen Anhängern der westlichen Astrologie und anderen Bereichen der Esoterik seit den 1960er-Jahren von verschiedenen Seiten ein Zeitraum von rund 2000 Jahren genannt, der im Rahmen des sogenannten Platonischen Jahres durch den Durchzug des Frühlingspunktes durch das Ekliptiksternbild des Wassermannes geprägt werden soll – aufgrund der Präzession der Erdachse mit einer Dauer von etwa 25.700 bis 25.800 Jahren. Robert Powell hat die Länge dieser Zeitperiode mit 25.920 Jahren errechnet.

## Weltanschaulicher Hintergrund
Nach Auffassung mancher heutiger Esoteriker und Okkultisten, anglo-indischer Theosophen und von New-Age-Anhängern steht die Welt seit der zweiten Hälfte des 20. Jahrhunderts im Wassermannzeitalter. Dies wird damit erklärt, dass um Christi Geburt der Frühlingspunkt vom Sternbild Widder in das Sternbild Fische gewandert sei und von dort aus betrachtet etwa 2000 Jahre später in den Wassermann.
Marilyn Ferguson veröffentlichte 1982 eine Hauptschrift der New-Age-Bewegung unter dem Titel Die sanfte Verschwörung. Persönliche und gesellschaftliche Transformation im Zeitalter des Wassermanns, mit einem Vorwort von Fritjof Capra, die weite Verbreitung fand.

## Astronomie und Astrologie
Die zur Bestimmung der Zeitalter verwendeten Ekliptiksternbilder sind nicht zu verwechseln mit den Tierkreiszeichen – auch wenn sie hier miteinander in Relation gesetzt werden.
Astronomisch beginnt der in der Astrologie üblicherweise verwendete tropische Tierkreis am Frühlingspunkt, der gleichzeitig als Startpunkt für den Widder definiert wird. Von dort aus wird der Tierkreis in zwölf Kreisbögen bzw. Abschnitte von je 30°, die zwölf Tierkreiszeichen, geteilt. Der Beginn des Tierkreises mit dem Tierkreiszeichen Widder soll in der westlichen Astrologie eine Art Initialzündungs-Energie für alles geben, was konkret werden und sich neu durchsetzen will. Analog hätten somit im Fischezeitalter, während dessen Dauer sich der Frühlingspunkt durch das Ekliptiksternbild Fische bewegt hat, etwa die geistigen Impulse von Mitgefühl und Erlösung sichtbar werden müssen. Gerundet 2000 Jahre später hingegen sollten nun Wassermann-Eigenschaften wie Freiheit und Freundschaft die Menschheit bestimmen.
Doch einmal abgesehen davon, dass sich schon die Fische-Eigenschaften in der Menschheit nicht evident durchsetzen konnten, ist außerdem zu beachten, dass die Dauer der Wanderung des Frühlingspunktes durch ein Ekliptiksternbild gar nicht 2000, sondern rund 2150 Jahre betragen müsste – wenn die Sternbilder auf der Ekliptik jeweils gleichmäßig 30° lang wären. Ein Zeitabschnitt von 2000 Jahren entspräche jedoch einem Sternbild, das nur ungefähr 28° der Ekliptik umfasste. Das Sternbild Fische nimmt aber rund 37° der Ekliptik ein, während das Sternbild Widder nur etwa 24° besetzt. In diesem Zusammenhang würde das Fischezeitalter mit dem Eintritt des Frühlingspunktes in das astronomische Sternbild Fische etwa 100 Jahre vor der Zeitenwende begonnen haben, wenngleich die Ekliptiksternbilder teilweise keinen so exakten 'Anfang' besitzen. Der Größe des Sternbilds Fische entsprechend, würde das Wassermannzeitalter dann aber erst um das Jahr 2600 beginnen, weil sich das Fischezeitalter über knapp 2700 Jahre erstrecken würde.
Werden hingegen die Ekliptiksternbilder in gleich lange Bereiche eingeteilt, wie in der Vedischen Astrologie, bei der jedes siderische Zeichen ebenso wie ein Tierkreiszeichen 30° umfasst, befindet sich der siderische 0°-Widder-Punkt immer ziemlich genau 180° gegenüber von Spica – und im Jahr 2010 auf 24° im Widder im tropischen Tierkreis, der in der westlichen Astrologie verwendet wird. Aufgrund der Präzession wird der siderische 0°-Widder-Punkt also in ungefähr 6 × 72 Jahren auf der Ekliptik bei 0° Stier angekommen sein. Er wird damit genau 30° vom Frühlingspunkt entfernt sein, hinter dem dann nicht mehr die Fische stehen, sondern das (angeglichene) Sternbild Wassermann. Demnach dürfte das Wassermann-Zeitalter um das Jahr 2440 beginnen, aber auch das Fische-Zeitalter könnte dann nicht mit Christi Geburt, sondern erst um das Jahr 280 begonnen haben.

## Anthroposophie
In der Anthroposophie wird das Wassermannzeitalter mit einer in rund 1500 Jahren beginnenden sechsten „Kulturepoche“ gleichgesetzt. Nach Angaben der anthroposophischen Astrologin Gisela Gorrissen findet der astronomische Zeitalterwechsel ab 2200 statt, aber die eigentliche Kulturepoche des Wassermannes – das „johanneische Zeitalter der Bruderliebe“ (nach der sechsten Gemeinde „Philadelphia“ der Sieben Sendschreiben in der Offenbarung des Johannes) – beginne aufgrund der notwendigen Bewusstseinsevolution erst etwa 1400 Jahre später, also im Jahr 3600.

## Kulturelle Rezeption
Das 1968 uraufgeführte Musical Hair nimmt bereits im ersten Song (Aquarius) Bezug darauf mit dem Refrain „This is the dawning of the Age of Aquarius“ (deutsch: „Dies ist der Beginn des Wassermannzeitalters“). Der Text geht mit dem Thema jedoch sehr frei um: When the moon is in the 7th house, and Jupiter aligns with Mars, then peace will guide the planets… („wenn der Mond im siebten Haus steht und Jupiter sich an Mars ausrichtet, dann wird Friede die Planeten leiten“). Doch dies hat wiederum nichts mit dem Frühlingspunkt oder dem Wassermannzeitalter selber zu tun.
Zu den prominenteren Anhängern der Ära des Wassermannzeitalters zählte etwa der Modeschöpfer Paco Rabanne.